# Forcipomyia lokki
Forcipomyia lokki är en tvåvingeart som beskrevs av Remm 1993. Forcipomyia lokki ingår i släktet Forcipomyia och familjen svidknott. Inga underarter finns listade i Catalogue of Life.